# Asterochiton
Asterochiton es un género de insectos hemípteros de la familia Aleyrodidae, subfamilia Aleyrodinae. El género fue descrito primero por Maskell en 1879. La especie tipo es Asterochiton aureus.

## Especies
La siguiente es la lista de especies pertenecientes a este género.
- Asterochiton aureus Maskell, 1879
- Asterochiton auricolor (Bondar, 1923)
- Asterochiton cerata (Maskell, 1896)
- Asterochiton cordiae David & Subramaniam, 1976
- Asterochiton fagi (Maskell, 1890)
- Asterochiton pittospori Dumbleton, 1957
- Asterochiton simplex (Maskell, 1890)